# (7010) Locke
(7010) Locke est un astéroïde de la ceinture principale.

## Description
(7010) Locke est un astéroïde de la ceinture principale. Il fut découvert le 28 août 1987 à La Silla par Eric Walter Elst. Il présente une orbite caractérisée par un demi-grand axe de 2,28 UA, une excentricité de 0,14 et une inclinaison de 6,3° par rapport à l'écliptique.

## Compléments